# Daniel Oss
Daniel Oss (Trento, 13 de enero de 1987) es un ciclista italiano. Se convirtió en profesional en 2009 con el equipo Liquigas y en 2023 dejó el ciclismo en ruta para competir en la modalidad de grava.

## Biografía
Daniel Oss brilló tanto en la pista como en la ruta en su juventud. En 2004 se convirtió en campeón de Italia de persecución en categoría júnior y 3.º del campeonato de Italia de contrarreloj sub-23. 
Efectuó una prueba en 2008, con 21 años, en el equipo CSC-Saxo Bank recomendado por el excorredor Giovanni Lombardi. Sin embargo no le ficharon. Compitió contra otros que también estaban a prueba como: Joaquín Novoa, Jonathan Bellis y Lasse Bøchman.
Oss es entonces fichado por el Liquigas. En 2010 participa en las clásicas de Flandes al servicio de Manuel Quinziato.Termina quinto en la Gante-Wevelgem, ganada por Bernhard Eisel. Corrió el Tour de Flandes y la París-Roubaix aunque no pudo estar con los mejores. A finales de agosto consigue su primera victoria como profesional ganando el Giro del Veneto. El equipo Liquigas hace doblete al ganar Oss a su compañero Peter Sagan.
El 1 de agosto de 2017 el Bora-Hansgrohe anunció que Daniel Oss pasaría a formar parte del equipo en 2018.

## Palmarés

### Ruta
2010
- Giro del Veneto

2011
- 1 etapa del USA Pro Cycling Challenge

2016
- Clasificación de las metas volantes en el Giro de Italia

### Grava
2022
- 2.º en el Campeonato Mundial en Grava

## Resultados en Grandes Vueltas y Campeonatos del Mundo
| Carrera         | Carrera         | 2009 | 2010  | 2011  | 2012  | 2013  | 2014  | 2015 | 2016  | 2017 | 2018  | 2019 | 2020  | 2021  | 2022 | 2023 |
| --------------- | --------------- | ---- | ----- | ----- | ----- | ----- | ----- | ---- | ----- | ---- | ----- | ---- | ----- | ----- | ---- | ---- |
|                 | Giro de Italia  | —    | —     | —     | —     | 140.º | 103.º | —    | 111.º | —    | —     | —    | —     | 112.º | —    | —    |
|                 | Tour de Francia | —    | 124.º | 100.º | 105.º | —     | 69.º  | 97.º | —     | —    | 112.º | 89.º | 105.º | 115.º | Ab.  | 88.º |
|                 | Vuelta a España | —    | —     | —     | —     | —     | —     | —    | —     | Ab.  | —     | —    | —     | —     | —    | —    |
| Mundial en Ruta | Mundial en Ruta | —    | Ab.   | 82.º  | —     | —     | —     | Ab.  | Ab.   | —    | —     | —    | —     | —     | —    | Ab.  |

—: no participa

Ab.: abandono

## Equipos
- Liquigas (2009-2012)
  - Liquigas (2009)
  - Liquigas-Doimo (2010)
  - Liquigas-Cannondale (2011-2012)
- BMC Racing (2013-2017)
- Bora-Hansgrohe (2018-2021)
- Team TotalEnergies (2022-2023)